# 有機体論
有機体論（ゆうきたいろん、英:organicism ）とは、生命現象の基本を、部分過程がorganize（組織・編成）され、その系（システム）に固有の平衡または発展的変化を可能にする点に認める立場である。
有機体論は、生命現象とは、有機体の構成物質と過程が特定の結合状態・秩序にあるときに（のみ）可能なものであること、すなわちSystemeigenschaften（その系に具わる特性)である、ということに力点を置く。
20世紀前半では、L.ベルタランフィー、ウッジャー（Joseph Henry Woodger)、W.E.リッター（William Emerson Ritter）、Edna.W.Baileyらによって論じられた。その後も現在にいたるまで、多くの賛同者がいる。

## 歴史
もともと生命をどのように見るのかについては、古代からいくつかの見方があった。（なお、生命に限らず、そもそも、人間のものの考え方は様々である。）
ギリシアでは、イオニアの自然学（自然哲学）に見られる世界観（自然観）では、自然の変化をプシュケーによるものとして説明した。それに対して、アナクサゴラスやデモクリトスは「atom アトム」という、「分割不可能な要素」を思い描いて、それに基づいた世界観を主張した（原子論）。その後、デモクリトスたちの世界観は顧みられることなく、思い出されたのは近代になってからである。
近世になると、ヨーロッパでデカルトが、延長
という概念を用いて、もっぱら要素的な物体の領域に着目する機械論的な世界観を主張した。同様に、ライプニッツは、モナド論を展開しつつ、だが、個体が有機的発展活動を営んでいることを説いた。カントは、有機的な自然には合目的性が働いている、とした。そして全体と部分とは相互に制約しあう統一体である、とした（『判断力批判』）。
近現代では、ホワイトヘッド（1861-1947）は、有機体の創発性や過程性について考察し、環境とともに生成しつつ秩序を形成する組織体としてとらえた。そして『過程と実在』において、全宇宙の生命が有機体的に自己創造することを壮大なコスモロジーとして説いた。
L.ベルタランフィー（Ludwig von Bertalanffy）が説いた有機体論では、Fliessgleichgewicht 流動平衡（内容的に動的平衡とほぼ同じもの）とhierarchy 階層構造の概念が中心的な役割を果たしている。
有機体論は、今日の人間科学の基礎理論としても位置づけられている。例えば化学者プリゴジンの自己組織化理論、あるいは神経生理学者マトゥラーナや社会学者ルーマンのオートポイエーシス・システム理論などで、基礎理論として用いられているのである。

## 関連文献
書籍類
- William Emerson Ritter, The unity of the organism; or, The organismal conception of life, R.G. Badger, 1919
- ルートヴィヒ・フォン・ベルタランフィ『生 命―有機体論の考察』みすず書房、1974、ISBN 4622016753
- ホワイトヘッド『過程と実在』　（平林康之訳、上・下 みすず書房、1981～83  ISBN 4622017601,ISBN 462201761X）
- ホワイトヘッド『過程と実在 ―生命の躍動的前進を描く「有機体の哲学」』（山本誠作訳、晃洋書房 2011 ISBN 4771022356）
- 西川富雄『自然とその根源力 』(叢書ドイツ観念論との対話)、ミネルヴァ書房 1993 ISBN 4623023656
- 野尻英一『意識と生命――ヘーゲル『精神現象学』における有機体と「地」のエレメントをめぐる考察』社会評論社、2010、ISBN 4784508996

論文類
- 望月俊孝「カントの有機体論 : 「生命」の概念をめぐって」『文芸と思想』第62巻、77-114頁、CRID 1050002212667807360、ISSN 05217873。
- 野尻英一「カントとヘーゲルにおける有機体論の差異について-社会科学の起源を探る-」『ソシオサイエンス』第12巻、早稲田大学大学院社会科学研究科、2006年3月、77-92頁、CRID 1050001202508536448、hdl:2065/9488、ISSN 1345-8116。
- 飯野和夫「シャルル・ボネの有機体論」『人文学報. フランス文学』第151号、東京都立大学人文学部、1982年2月、147-173頁、CRID 1050001338908684416、hdl:10748/4767、ISSN 03868729。
- 伊坂青司「ヘーゲルの<有機体>論:ドイツ観念論における自然哲学の一断面」『人文学研究所報』第19号、神奈川大学人文学研究所、1985年12月、3-18頁、CRID 1520853835345438464、ISSN 02877082。